# Pachrophylla
Pachrophylla là một chi bướm đêm thuộc họ Geometridae.